# Videira (Santa Catarina)
Videira é um município brasileiro do estado de Santa Catarina, situado no Vale do Rio do Peixe. Localiza-se a uma latitude 27º00'30" sul e a uma longitude 51º09'06" oeste, estando a uma altitude de 750 metros.
Sua população, conforme o Censo 2022, é de 55 466 habitantes, numa uma área de 384,127 quilômetros quadrados.

## História

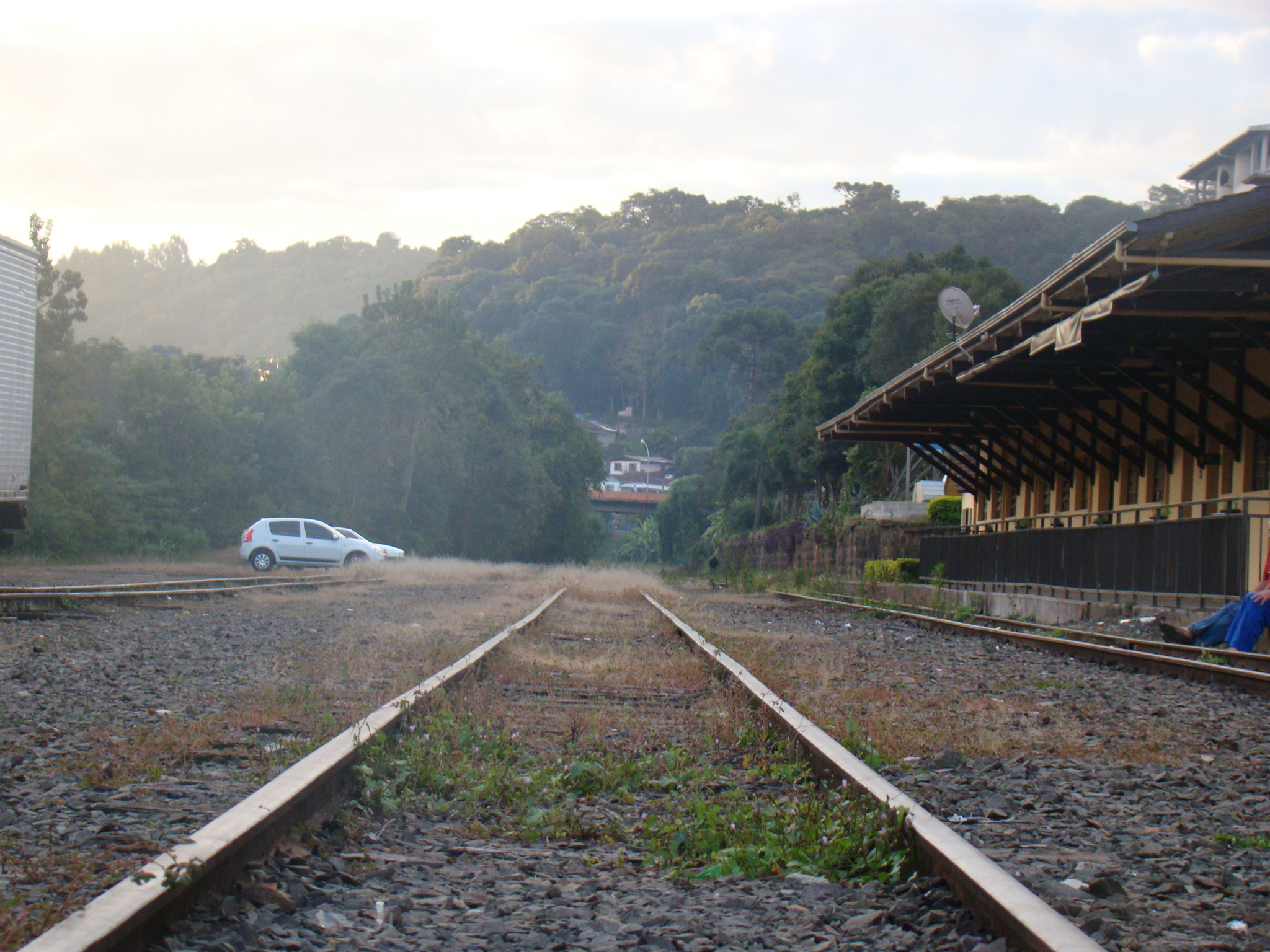
Os trilhos e a estação ferroviária, onde iniciou-se a colonização de Videira.

A colonização de Videira iniciou-se em 1918, na então Vila do Rio das Pedras. Em 1921, os italianos e alemães dividiram Videira em Perdizes e Vitória.
A instalação oficial do município aconteceu em 1944 e o nome Videira deve-se ao fato de a região ser um grande centro vitivinicultor do estado. Nessa época o município recebia diversos imigrantes de origem alemã e italiana vindos do Rio Grande do Sul.
Conta-se que já em 1913, antes mesmo da fixação dos primeiros colonizadores, foi colhido um cacho de uvas pesando 1,3 kg. O avanço dos parreirais deu origem à primeira Festa da Uva, em 1942.
Videira também é o berço da Perdigão, uma das principais empresas responsáveis pelo desenvolvimento da cidade e que formou na década de 80 e 90 grandes equipes no Salonismo Nacional. Com a conclusão do processo de fusão entre Perdigão e Sadia em dezembro de 2012, a BRF agora avança para ser reconhecida como marca líder de seu segmento internacionalmente, Videira é uma das principais cidades do Oeste de SC e um dos mais desenvolvidos do País.
No dia 11 de dezembro de 2002, a cidade recebeu oficialmente da Assembleia Legislativa do Estado de Santa Catarina a denominação de “Capital Catarinense da Uva e Berço da Perdigão”. Na cidade é oferecido também um curso de pós-graduação em enologia.
Videira revelou ao estado e ao Brasil grandes personalidades e políticos, como a senadora da República Vanessa Grazziotin, que nasceu no município em 1961 e hoje exerce suas funções no Senado Federal representando o estado do Amazonas. Outro político que foi senador e governador do estado foi Vilson Pedro Kleinübing, que escolheu a cidade como sua morada, sendo velado e sepultado em 1998 com a bandeira do município.

## Geografia
Faz limites com os municípios de Caçador e Rio das Antas, ao Norte; Pinheiro Preto, ao Sul; Fraiburgo e Tangará, a Leste; e Arroio Trinta e Iomerê, a Oeste. O acesso terrestre pode ser feito pela SC-355 e SC-135 e por uma série de estradas rurais. A via de acesso aérea se da através do Aeroporto Municipal "Prefeito Ângelo Ponzoni" com 1400m de pista de  pista pavimentada.

### Clima
O clima de Videira é subtropical. Existe uma pluviosidade significativa ao longo do ano. Mesmo o mês mais seco ainda assim tem muita pluviosidade. Segundo a Köppen e Geiger o clima é classificado como Cfb. A temperatura média é de 17,0 °C. Pluviosidade média anual de 1759 mm. A cidade tem cerca de 350 horas de frio o que permite a produção de fruteiras de clima temperado como o pêssego, ameixa, kiwi e a produção de uva e vinho.
| Dados climatológicos para Videira | Dados climatológicos para Videira | Dados climatológicos para Videira | Dados climatológicos para Videira | Dados climatológicos para Videira | Dados climatológicos para Videira | Dados climatológicos para Videira | Dados climatológicos para Videira | Dados climatológicos para Videira | Dados climatológicos para Videira | Dados climatológicos para Videira | Dados climatológicos para Videira | Dados climatológicos para Videira | Dados climatológicos para Videira |
| Mês                               | Jan                               | Fev                               | Mar                               | Abr                               | Mai                               | Jun                               | Jul                               | Ago                               | Set                               | Out                               | Nov                               | Dez                               | Ano                               |
| --------------------------------- | --------------------------------- | --------------------------------- | --------------------------------- | --------------------------------- | --------------------------------- | --------------------------------- | --------------------------------- | --------------------------------- | --------------------------------- | --------------------------------- | --------------------------------- | --------------------------------- | --------------------------------- |
| Temperatura máxima média (°C)     | 27,3                              | 27                                | 25,8                              | 22,8                              | 20,1                              | 18,3                              | 18,4                              | 20,2                              | 21,1                              | 22,9                              | 25,1                              | 26,7                              | 23                                |
| Temperatura média (°C)            | 21,4                              | 21,2                              | 20                                | 17                                | 14,2                              | 12,5                              | 12,2                              | 13,8                              | 15,3                              | 17,1                              | 18,9                              | 20,5                              | 17                                |
| Temperatura mínima média (°C)     | 15,5                              | 15,5                              | 14,3                              | 11,3                              | 8,4                               | 6,8                               | 6,1                               | 7,4                               | 9,5                               | 11,4                              | 12,7                              | 14,4                              | 11,1                              |
| Chuva (mm)                        | 171                               | 148                               | 124                               | 132                               | 144                               | 152                               | 117                               | 134                               | 169                               | 187                               | 130                               | 151                               | 1 759                             |
| Fonte:                            |                                   |                                   |                                   |                                   |                                   |                                   |                                   |                                   |                                   |                                   |                                   |                                   |                                   |
| Fontes: Climate-data              |                                   |                                   |                                   |                                   |                                   |                                   |                                   |                                   |                                   |                                   |                                   |                                   |                                   |

### Fauna e flora
Pela sua topografia acidentada, característica peculiar da região, Videira possui muitos atrativos naturais como rios, cascatas e áreas verdes.
Em 1965 foi criada, por lei municipal, a reserva florestal denominada Parque da Uva, em uma área de 70 mil metros quadrados com bosques e áreas de lazer, constituído de rica reserva de plantas nativas. A Perdigão também fundou uma reserva ecológica chamada Reservas Ecológica da Perdigão.

## Economia
A população atual tem nas atividades industriais, comerciais e agrícolas a base de sua economia. Cerca de 75% do movimento econômico do município decorrem da criação e abate de aves e de suínos. A fruticultura, o fumo e o gado leiteiro também são destaque, juntamente com os grãos.
No setor primário, o destaque é a fruticultura de pêssego, ameixa e uvas; na pecuária, destaca-se na criação de suínos, aves e bovinos de leite; e no comércio e indústria, o forte são as cantinas de vinho, indústrias de sucos e a empresa Perdigão (BRF), um dos maiores frigoríficos da América Latina, absorvendo a maior fatia da produção de aves e suínos do município e da região, gerando milhares de empregos, também se destaca a indústria de embalagens plásticas, e papel-madeira.
Videira é 15ª. economia do estado e 35ª em Índice de Desenvolvimento Humano.
Também é a 37ª. cidade do Brasil no índice de disciplina fiscal dos municípios brasileiros, e o 5°. município em Santa Catarina (IRFS/CNM-2005).
Na cidade há uma Estação Experimental da Epagri, que atualmente ocupa a estrutura do antigo Instituto de Fermentação do Ministério da Agricultura perfazendo mais de 80 anos de pesquisas científicas na área da fruticultura no estado de Santa Catarina e Brasil.. Na década de 70, a cidade conduziu parte dos trabalhos do Programa de Fruticultura de Clima Temperado (Profit), que alavancou o desenvolvimento da fruticultura em SC. Na cidade foram conduzidos trabalhos realizados com melhoramento genético, pesquisas com fisiologia da produção,  manejo, sistemas de condução, sistemas de controle de doenças e pragas e pós-colheita.

## Estrutura

### Transporte
Transporte coletivo municipal
Possui sistema de transporte municipal (não integrado), com um terminal (Centro), operado pela Santa Teresinha Transporte e Turismo Ltda. com 30 veículos.
Transporte coletivo intermunicipal
O Terminal Rodoviário Prefeito Waldemar Kleinubing, inaugurado em março de 1982, fica localizado na rua Benjamin Graziotin, 51.
As empresas que operam atualmente são: Auto Viação Catarinense Ltda., Reunidas S.A. Transportes Coletivos, Real Transporte e Turismo S.A., Planalto Transportes Ltda., Viação Ouro e Prata S.A, Trans Terci - Transporte Coletivo Terci Ltda.
Transporte aéreo
Aeroporto Municipal Ângelo Ponzoni a 840  metros ou 2756 pés do nível do mar com pista 10 e 28 sendo sua largura de 23 metros e comprimento de 1400 metros, sendo um dos mais movimentados do meio Oeste.

## Educação
No município existe uma universidade, a UNOESC, a terceira maior do estado em número de alunos e que oferece atualmente vários cursos de graduação e cursos de pós-graduação. 

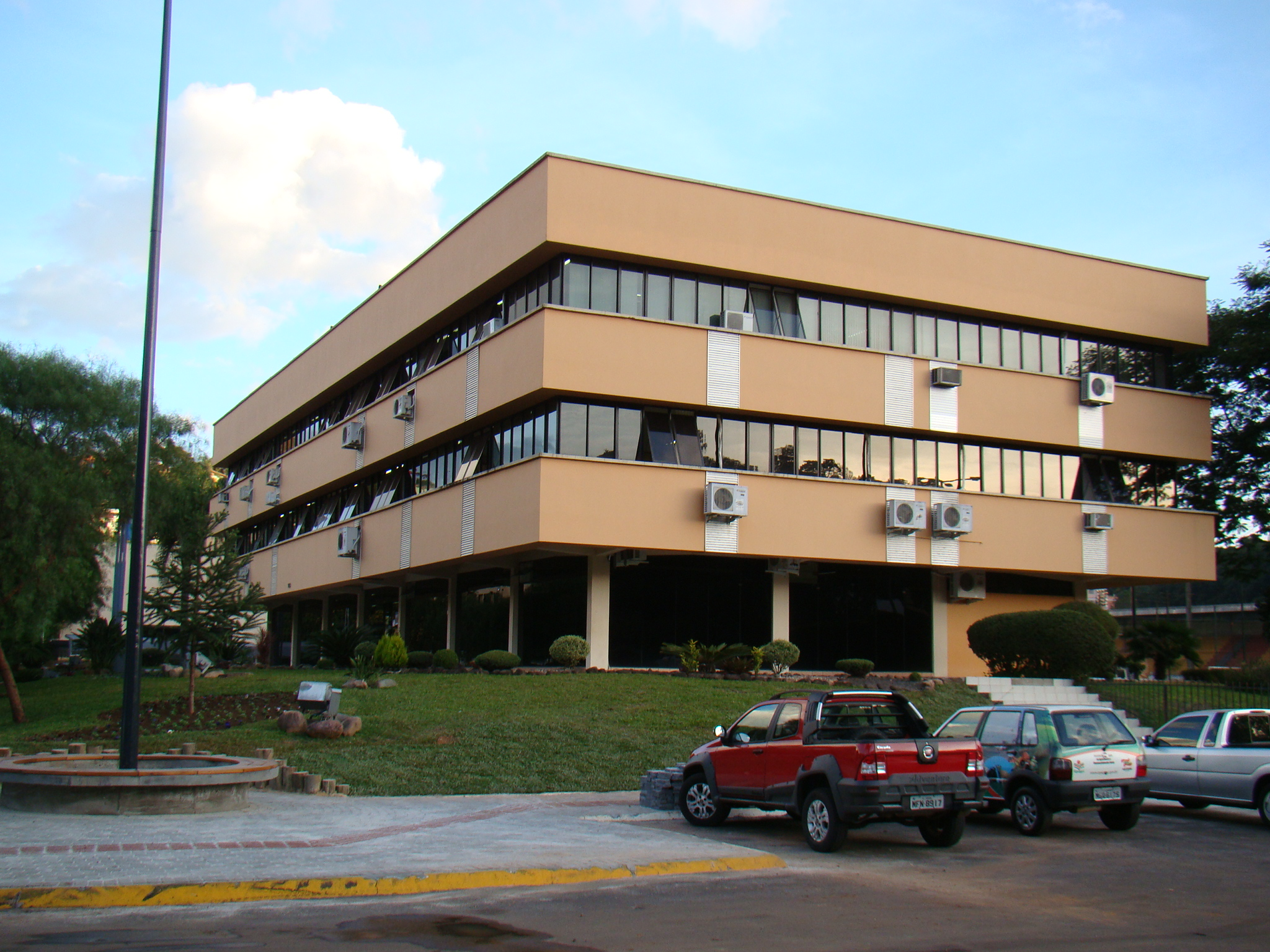
Prefeitura Municipal

Desde 2010, o município de Videira conta o Instituto Federal Catarinense, campus videira que oferta cursos técnicos nas modalidades concomitante, integrado e subsequente, além de duas graduações e três pós-graduações. Além do IFC atuar no município oferecendo cursos básicos para a comunidade.

## Esporte

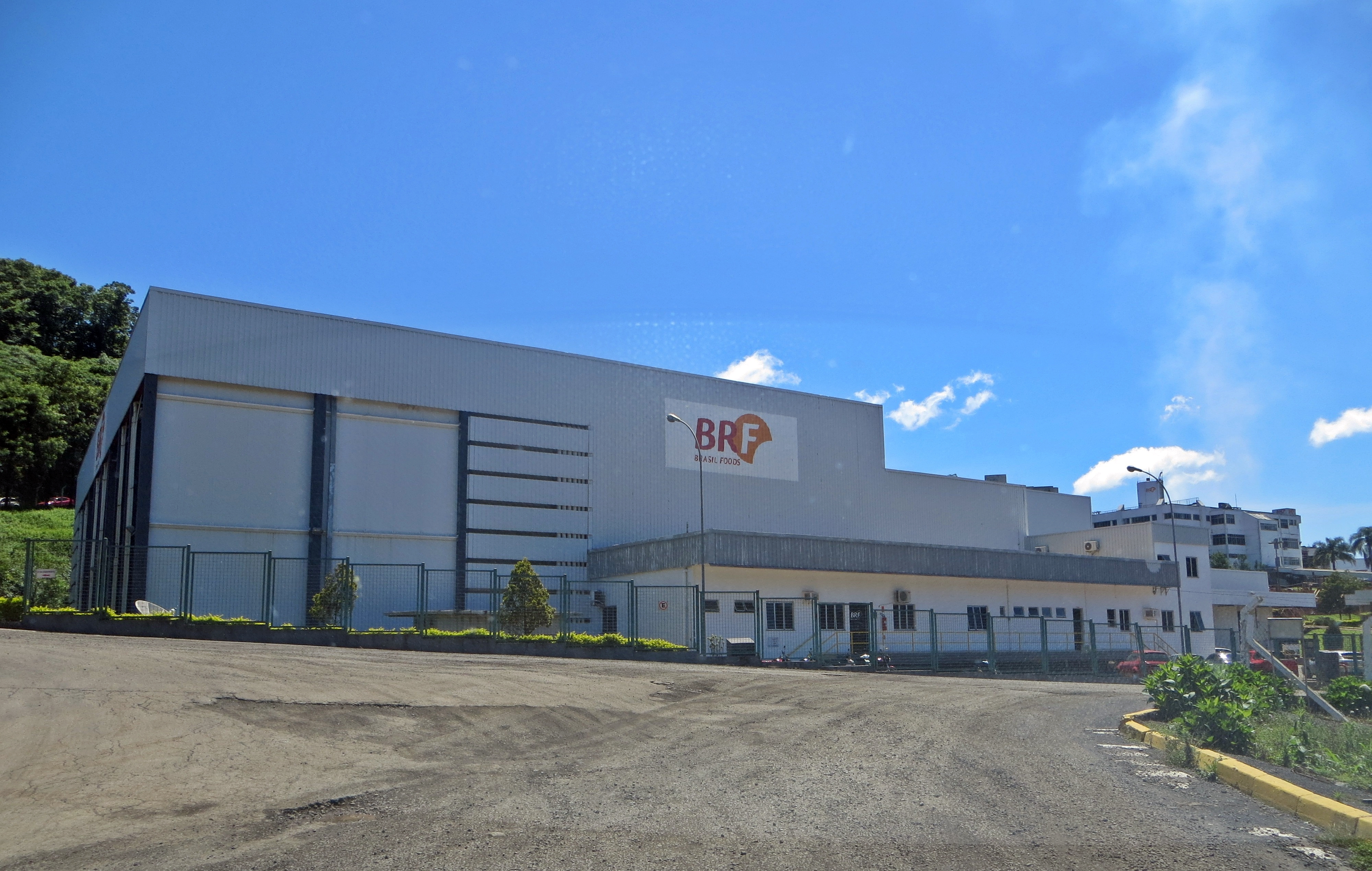
Fábrica de Rações da Perdigão

### Judô
Também muito difundido em Videira é o judô, modalidade que a Perdigão S/A patrocinou em 1981, seu ano de glória onde a equipe videirense patrocinada pela empresa foi campeã brasileira sênior, e tinha nomes como Walter Carmona, Luiz Shinohara, Luiz Onmura e Gerson Figueiredo Filho, entre outros.
Atualmente é praticado na Associação Videirense de Judô, que tem participado dos mais diversos campeonatos de Santa Catarina e do Brasil. A equipe videirense trouxe ao município títulos do JASC na modalidade, mesmo competindo com potências da época como Florianópolis, Joinville e Itajaí.
Após algumas gestões que não priorizaram o referido esporte no município, vários atletas passaram a competir por outras cidades do estado bem como em outros estados.

### Futebol
A cidade de Videira fez história no cenário esportivo estadual sendo campeã catarinense de futebol em 1966 e disputou a divisão principal do futebol brasileiro com a equipe da Perdigão.
O time de futebol de campo oficial do município é o Videira Esporte Clube (VEC).

### Futsal
Videira foi uma das cidades mais importantes no cenário brasileiro e sul americano no final da década de 1980 e início de 1990 com títulos nacionais e internacionais. A equipe da Perdigão ficou com a hegemonia no futsal por diversos anos consecutivos também nos estaduais de Santa Catarina, e revelando e projetando grandes jogadores na época como o jogador Jackson João Bosco Moreira dos Santos, o Jackson, que posteriormente teve um tênis de futsal da empresa Topper com o seu nome.

#### Principais títulos
- Campeonato catarinense de 1984, 1985, 1986, 1988 e 1989
- Taça Brasil de 1987 e 1990
- Sul-Americano de 1988, 1989 e 1990
- Campeonato Pan-Americano de 1987, 1988, 1989 e 1990

## Turismo
Videira conta hoje com diversas possibilidades de diversão e entretenimento. Além de fazer parte da Rota da Amizade, Videira conta também com opções de diversão, dentre as quais citam-se as seguintes:
- Observatório Astronômico Domingos Forlin -  inaugurado em maio de 2003 através de uma parceria entre o município e a Fundação de apoio à Pesquisa Científica e Tecnológica de Santa Catarina, é considerado referência no estado. Um espaço de divulgação científica que oferece aos visitantes a experiência única de visualizar o universo e encantar-se com o fascínio de objetos celestes como a lua, planetas, estrelas, nebulosas, aglomerados estelares, entre outros. Fenômenos astronômicos como eclipses, chuvas de meteoros, manchas solares, oposição, conjunções e trânsito de planetas já foram registrados no ODF. Entre as atividades do observatório estão oficinas, palestras, minicursos, observação astronômica e eventos de cunho cultural atrelados a astronomia (https://turismo.videira.sc.gov.br/equipamento/index/codEquipamento/13426)
- Igreja Matriz de Videira - sua construção começou em 1940 e terminou em 1947; no estilo barroco, e em mármore importado da Itália, é uma das igrejas mais bonitas da região
- Museu do Vinho Mário de Pellegrin - um antigo alojamento para padres, contém vários instrumentos utilizados durante a colonização para produzir vinho e outros matérias com importante história do município.
- Parque Linear do Rio do Peixe